# Vranov (district de Tachov)
Pour les articles homonymes, voir Vranov.
Vranov (en allemand : Wranowa) est une commune du district de Tachov, dans la région de Plzeň, en Tchéquie. Sa population s'élevait à 196 habitants en 2022.

## Géographie
Vranov se trouve à 4 km au nord-est de Stříbro, à 30 km à l'est de Tachov, à 25 km à l'ouest de Plzeň et à 106 km au sud-ouest de Prague.
La commune est limitée par Stříbro à l'ouest et au nord, par Sulislav à l'est et par Sytno au sud.

## Histoire
La première mention écrite du village date de 1231.

## Administration
La commune se compose de deux sections :
- Svinná u Stříbra ;
- Vranov u Stříbra.

## Galerie

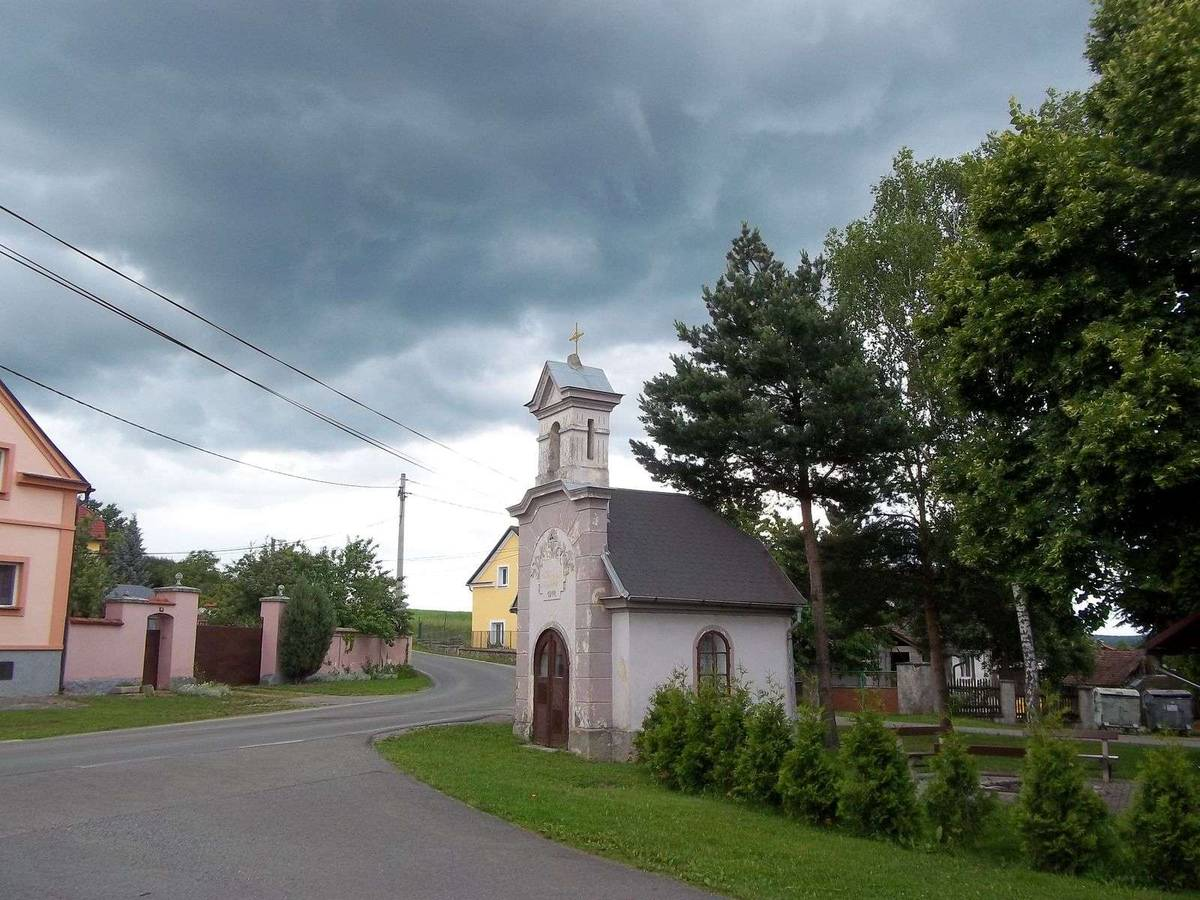
Chapelle à Svinná.
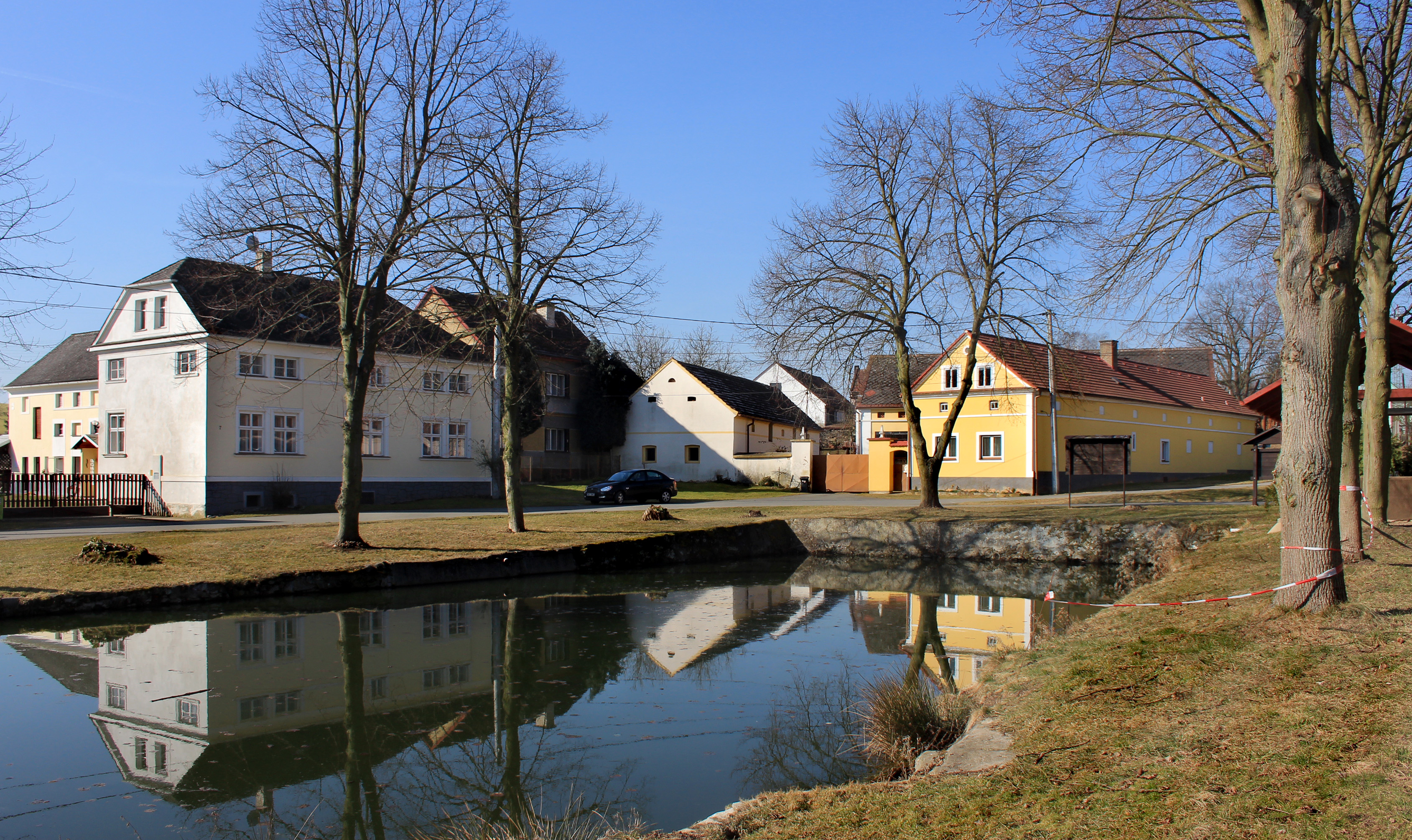
Étang à Svinná.

## Transports
Par la route, Vranov se trouve à 5 km de Stříbro, à 36 km de Tachov, à 30 km de Plzeň et à 134 km de Prague. 